# Bellevue-la-Montagne
Bellevue-la-Montagne è un comune francese di 448 abitanti situato nel dipartimento dell'Alta Loira della regione dell'Alvernia-Rodano-Alpi.

## Società

### Evoluzione demografica
Abitanti censiti